# Le Matelas épileptique
Le Matelas épileptique je francouzský němý film z roku 1906. Režisérkou je Alice Guy (1873–1968). Film trvá zhruba 9 minut.
Snímek se podobá filmu La Cardeuse de matelas.

## Děj
Film zachycuje alkoholika, který je nechtěně zašit do matrace. To způsobí zmatek.